# Eleccions generals de Bòsnia i Hercegovina de 1998
Les eleccions generals de Bòsnia i Hercegovina de 1998 es va dur a terme el 15 de setembre de 1998 per a elegir la Presidència de Bòsnia i Hercegovina, així com el govern federal i els governs cantonals. El Partit d'Acció Democràtica es va presentar en coalició amb el Partit per Bòsnia i Hercegovina, el Partit Liberal Democràtic i el Partit Democràtic Cívic (GDS).

## Presidència de Bòsnia i Hercegovina
És escollit un president de cadascun dels tres pobles constitucionals del país: els bosnians, croats i serbis.
Resultat de les eleccions presidencials de Bòsnia i Hercegovina de 15 de setembre de 1998 
| Candidats                                             | Partits nominants                         | Bosnians | Serbis  | Croats  |
| ----------------------------------------------------- | ----------------------------------------- | -------- | ------- | ------- |
| Alija Izetbegović                                     | SDA                                       | 511.541  |         |         |
| Fikret Abdić                                          | DNZ                                       | 36.438   |         |         |
| Sefer Halilović                                       | BPS-SH                                    | 33.687   |         |         |
| Zivko Radisič                                         | Sloga (SNSD, SNS)                         |          | 359.937 |         |
| Momcilo Krajisnik                                     | SDS-SPSR                                  |          | 314.236 |         |
| Zoran Tadić                                           | Coalició Sèrbia per a la República Sèrbia |          | 27.338  |         |
| Ante Jelavič                                          | HDZ BiH                                   |          |         | 189.438 |
| Gradimir Grojer                                       | SPD                                       |          |         | 113.961 |
| Kressimir Zubak                                       | NHI-HKDU-BiH                              |          |         | 40.880  |
| Senka Nozica                                          | RS-BiH                                    |          |         | 11.089  |
| ?                                                     | BOSS                                      |          |         | 2.638   |
| Total                                                 |                                           | 589.360  | 701.561 | 358.006 |
| Font: Izbori.ba Arxivat 2012-03-13 a Wayback Machine. |                                           |          |         |         |

## Parlament estatal
A nivell estatal, s'escull una Assemblea Parlamentària de Bòsnia i Hercegovina, formada per:

### Cambra de Representants
Segons la Constitució de Bòsnia i Hercegovina, els representants de la Federació de Bòsnia i Hercegovina s'assignen 28 escons, mentre que els representants de la República Sèrbia tenen 14 escons. Hi ha 42 escons en total.
Resultat de les eleccions a la Cambra de Representants de Bòsnia i Hercegovina de 15 de setembre de 1998 
| Partits                                                                            | Vots    | %  | Escons |
| ---------------------------------------------------------------------------------- | ------- | -- | ------ |
| Koalicija (SDA, SBiH, LDBiH i GDS)                                                 | 583.895 | 40 | 17     |
| Unió Democràtica Croata de Bòsnia i Hercegovina (Hrvatska demokratska zajednica)   | 200.092 | 14 | 6      |
| Partit Democràtic Serbi (Srpska Demokratska stranka)                               | 162.721 | 10 | 4      |
| Partit Socialdemòcrata (SDP) (Socijaldemokratska Partija Bosne i Hercegovine)      | 159.871 | 10 | 4      |
| Sloga (SNSD, SNS)                                                                  | 214.674 | 10 | 4      |
| Socialdemòcrates de Bòsnia i Hercegovina (Socijaldemokrati za Bosnu i Hercegovinu) | 32.292  | 5  | 2      |
| Partit Radical Serbi (República Sèrbia) (Srpska Radikalna na Republike Srpske )    | 118.559 | 5  | 2      |
| Nova Iniciativa Croata-HKDU-BiH (Nova hrvatska inicijativa)                        | 40.080  | 2  | 1      |
| Comunitat Democràtica Popular (Demokratska Narodna Zajednica)                      | 21.452  | 2  | 1      |
| Partit Radical de la República Sèrbia (Radikalna Stranka Republike Srpske)         | 27.686  | 2  | 1      |
| Total                                                                              |         |    | 42     |
| Font: Izbori.ba Arxivat 2012-03-13 a Wayback Machine.                              |         |    |        |

### Cambra dels Pobles
Els 15 membres de la Cambra dels Pobles seran elegits als parlaments de les entitats - 10 membres de la Cambra de Representants del Parlament de la Federació de Bòsnia i Hercegovina (5 bosnians i 5 croats), i 5 membres de l'Assemblea Nacional de la República Sèrbia.

## Parlaments de les entitats
A nivell d'entitat, la Federació de Bòsnia i Hercegovina i la República Sèrbia escolliran nous governs.

### Federació de Bòsnia i Hercegovina
A la Federació això inclou:

#### Cambra de Representants de la Federació de Bòsnia i Hercegovina
Resultats finals de les eleccions de 15 de setembre de 1998, només s'enumeren els partits que han obtingut representació
|  | Partit                                                        | Vots    | Reg. | Com. | Total |
|  | ------------------------------------------------------------- | ------- | ---- | ---- | ----- |
|  | Koalicija (SDA, SBiH, LDBiH i GDS)                            | 456.458 |      |      | 68    |
|  | Unió Democràtica Croata de Bòsnia i Hercegovina (HDZ/HNZ/HSP) | 184.569 |      |      | 28    |
|  | Partit Socialdemòcrata (SDP)                                  | 126.635 |      |      | 19    |
|  | Socialdemòcrates de Bòsnia i Hercegovina (SBiH)               | 29.427  |      |      | 6     |
|  | Nova Iniciativa Croata-Unió Democristiana Croata (NHI-HKDU)   | 27.435  |      |      | 4     |
|  | Comunitat Democràtica Popular (DNZ)                           | 19.941  |      |      | 3     |
|  | Partit Patriòtic Bosnià-Hercegoví-Sefer Halilović (BPS)       | 12.585  |      |      | 2     |
|  | Partit Croat dels Drets (HSP-BiH)                             | 10.120  |      |      | 2     |
|  | Partit dels Pensionistes de Bòsnia i Herzegovina (SPUBiH)     | 10.126  |      |      | 2     |
|  | Partit Socialista de la República Sèrbia (SPRS)               | 10.742  |      |      | 2     |
|  | Partit Bosnià (BOSS)                                          | 9.427   |      |      | 1     |
|  | Coalició de Centre                                            | 4.949   |      |      | 1     |
|  | Partit Bosnià dels Drets (BSP)                                | 3.789   |      |      | 1     |
|  | Partit Camperol Croat (Bòsnia i Herzegovina) (HSS-BiH)        | 2.216   |      |      | 1     |
|  | Total                                                         | 927.817 |      |      | 89    |

Reg. - Mandats des d'unitats electorals regionals; Com. - Mandats per llistes compensatòries

Font - Comissió Electoral Central de Bòsnia i Hercegovina

### Repúblika Srpska
A la República sèrbia, el govern està format per 
- Primer Ministre de la República Sèrbia
- President (serbi) i vice-presidents (croat i bosnià) de la República Sèrbia
- Assemblea Nacional de la República Sèrbia

#### Assemblea Nacional de la República Sèrbia
Resultat de les eleccions a l'Assemblea Nacional de la República Sèrbia de 8 de novembre de 1998 
| Partits                                                                                         | Vots    | %    | Escons |
| ----------------------------------------------------------------------------------------------- | ------- | ---- | ------ |
| Partit Democràtic Serbi (Srpska demokratska stranka)                                            | 160.370 | 21,7 | 19     |
| Koalicija (SDA, SBiH, LDBiH i GDS)                                                              | 125.546 | 17,0 | 15     |
| Partit Radical Serbi (República Sèrbia) (Srpska Radikalna Stranka Republike Srpske)             | 97.244  | 13,1 | 11     |
| Partit Popular Serbi-Biljana Plavsič (Srpski Narodni Savez RS)                                  | 95.817  | 12,9 | 12     |
| Partit Socialista de la República Sèrbia (Socijalistička partija Republike Srpske )             | 79.179  | 10,7 | 10     |
| Aliança dels Socialdemòcrates Independents (Stranka nezavisnih socijaldemokrata)                | 53.802  | 7,3  | 6      |
| Partit Radical de la República Sèrbia (Radikalna Stranka Republike Srpske)                      | 27.119  | 3,7  | 3      |
| Coalició Sèrbia per la República Sèrbia (Srpska Koalicija za Republiku Srpsku)                  | 19.123  | 2,6  | 2      |
| Partit Socialdemòcrata de Bòsnia i Hercegovina (Socijaldemokratska Partija Bosne i Hercegovine) | 19.989  | 2,7  | 2      |
| Nova Iniciativa Croata-NKDU (Nova hrvatska inicijativa)                                         | 10.546  | 1,4  | 1      |
| Unió Democràtica Croata de Bòsnia i Hercegovina (Hrvatska Demokratska Zajednica BiH)            | 11.471  | 1,5  | 1      |
| Za Kralja i Otadzbinu                                                                           | 3.044   | 0,5  | 1      |
| Total                                                                                           | 741.761 |      | 83     |
| Font: Izbori.ba Arxivat 2012-03-13 a Wayback Machine.                                           |         |      |        |

## Parlaments cantonals
|  | Partit                                                  | USK | ŽP | TK | ZDK | BPK | SBK ŽSB | HNK ŽHN | ZHŽ | KS | K10 | Total |
|  | ------------------------------------------------------- | --- | -- | -- | --- | --- | ------- | ------- | --- | -- | --- | ----- |
|  | Koalicija (SDA, SBiH, LDBiH i GDS).                     | 33  | 5  | 26 | 28  | 21  | 22      | 18      | -   | 25 | 4   | 182   |
|  | Partit Socialdemòcrata (SDP)                            | 3   | 1  | 10 | 11  | 5   | 5       | 3       | -   | 11 | 1   | 50    |
|  | Unió Democràtica Croata de Bòsnia i Hercegovina (HDZ)   | 1   | 17 | 2  | 4   | -   | 18      | 25      | 26  | 1  | 18  | 112   |
|  | Socialdemòcrates de Bòsnia i Hercegovina (SBiH)         | 2   | -  | 9  | 2   | 1   | 1       | 1       | 1   | 3  | 2   | 22    |
|  | Nova Iniciativa Croata-Unió Democristiana Croata (HKDU) | -   | 6  | 1  | 2   | -   | 3       | 1       | 1   | 1  | 1   | 16    |
|  | Comunitat Democràtica Popular (DNZ)                     | 8   | -  | -  | -   | -   | -       | -       | -   | -  | -   | 8     |
|  | Partit Bosnià (BOSS)                                    | 1   | -  | 1  | 1   | -   | -       | -       | -   | 1  | -   | 4     |
|  | Partit Socialista de la República Sèrbia (SPRS)         | 1   | -  | -  | -   | -   | -       | -       | -   | -  | 2   | 3     |
|  | Partit Croat dels Drets (HSP)                           | -   | -  | -  | -   | -   | 1       | 1       | 3   | -  | -   | 5     |
|  | Partit Patriòtic Bosnià-Hercegoví-Sefer Halilović (BPS) | -   | -  | -  | 1   | -   | -       | 1       | -   | 2  | -   | 4     |
|  | Partit dels Pensionistes de Bòsnia i Hercegovina        | -   | -  | 1  | -   | -   | -       | -       | -   | 1  | -   | 2     |
|  | Club Polític dels Independents (KPN)                    | -   | -  | -  | -   | 2   | -       | -       | -   | -  | -   | 2     |
|  | Partit Democràtic de la Posavina                        | -   | 1  | -  | -   | -   | -       | -       | -   | -  | -   | 1     |
|  | Coalició de Dones i Estudiants (KZS)                    | -   | -  | -  | 1   | -   | -       | -       | -   | -  | -   | 1     |
|  | Partit de Bòsnia Occidental (IBS)                       | -   | -  | -  | -   | 1   |         |         |     | -  |     | 1     |
|  | Partit Camperol Croat                                   | -   | -  | -  | -   | -   | -       | -       | -   | -  | 1   | 1     |
|  | Ressorgiment Patriòtic Cristià Croat (HKDP)             | -   | -  | -  | -   | -   | -       | -       | 1   | -  | -   | 1     |

Font - Comissió Electoral Central de Bòsnia i Hercegovina